# A World of Fantasy
«A World of Fantasy» —en español: «Un mundo de fantasía»— es una canción escrita por Rik Emmett, Gil Moore, Mike Levine y Tammy Patrick. Aparece originalmente en el álbum de estudio Never Surrender de la banda canadiense de hard rock Triumph, publicado en 1983 por Attic Records y RCA Records en Canadá y el resto del mundo respectivamente.

## Publicación y recibimiento
Esta pista fue lanzada como sencillo días antes de la publicación de Never Surrender, a finales de 1982, siendo el primer sencillo de dicho álbum. La cara B del vinilo enlistó la melodía «Too Much Thinking» —«Pensando demasiado» en castellano—, compuesta por Emmett, Moore y Levine.
Aunque no entró en el gusto de público canadiense, «A World of Fantasy» se posicionó en el 3.º lugar del listado Mainstream Rock Tracks de Billboard en 1983, esto en los Estados Unidos.

## Versiones adicionales
Además de la versión comercial, se publicaron dos ediciones de «A World of Fantasy». Una fue promocional de siete pulgadas e incluía el tema principal en ambos lados del sencillo, pero con la diferencia entre ambas era la duración de las mismas. La segunda edición se lanzó en formato de doce pulgadas y como canción secundaria fue numerada una versión en vivo de «Fight the Good Fight».

## Lista de canciones

### Versión comercial
| Lado A |                      |                                                      |               |          |  |
| N.º    | Título               | Escritor(es)                                         | Voz principal | Duración |  |
| 1.     | «A World of Fantasy» | Rik Emmett / Gil Moore / Mike Levine / Tammy Patrick | Rik Emmett    | 3:57     |  |

| N.º | Título              | Escritor(es)            | Voz principal | Duración |  |
| 2.  | «Too Much Thinking» | Emmett / Moore / Levine | Gil Moore     | 3:40     |  |

### Versión promocional de siete pulgadas
| Lado A |                                          |                                   |               |          |  |
| N.º    | Título                                   | Escritor(es)                      | Voz principal | Duración |  |
| 1.     | «A World of Fantasy» (versión del álbum) | Emmett / Moore / Levine / Patrick | Rik Emmett    | 5:01     |  |

| Lado B |                                             |                                   |               |          |  |
| N.º    | Título                                      | Escritor(es)                      | Voz principal | Duración |  |
| 2.     | «A World of Fantasy» (versión del sencillo) | Emmett / Moore / Levine / Patrick | Rik Emmett    | 3:57     |  |

### Versión de doce pulgadas
| Lado A |                                          |                                   |               |          |  |
| N.º    | Título                                   | Escritor(es)                      | Voz principal | Duración |  |
| 1.     | «A World of Fantasy» (versión del álbum) | Emmett / Moore / Levine / Patrick | Rik Emmett    | 5:01     |  |

| Lado B |                                  |                         |               |          |  |
| N.º    | Título                           | Escritor(es)            | Voz principal | Duración |  |
| 2.     | «Fight the Good Fight» (en vivo) | Emmett / Moore / Levine | Rik Emmett    | 3:57     |  |

## Créditos
- Rik Emmett — voz principal, guitarra acústica, guitarra eléctrica y coros.
- Gil Moore — voz principal, batería y coros.
- Mike Levine — bajo, teclados y coros.

## Listas
| Año  | País           | Lista                            | Posición máxima |
| ---- | -------------- | -------------------------------- | --------------- |
| 1983 | Estados Unidos | Billboard Mainstream Rock Tracks | 3.º             |